# Wasserbourg
Wasserbourg – miejscowość i gmina we Francji, w regionie Grand Est, w departamencie Górny Ren.
Według danych na rok 1990 gminę zamieszkiwało 425 osób, a gęstość zaludnienia wynosiła 45 osób/km² (wśród 903 gmin Alzacji Wasserbourg plasuje się na 516. miejscu pod względem liczby ludności, natomiast pod względem powierzchni na miejscu 265.).